# توماس س. تي كرين
توماس س. تي كرين (بالإنجليزية: Thomas C. T. Crain)‏ هو قاضي ومحامي أمريكي، ولد في 25 مايو 1860، وتوفي في 29 مايو 1942.